# 島岡まな
島岡 まな（しまおか まな、1961年 - ）は、刑法を専門とする法学者である。大阪大学大学院法学研究科教授。大阪大学元副学長。作曲家島岡譲の娘。

## 人物
2021年、立憲民主党法務部会の「性犯罪刑法改正に関するワーキングチーム（WT）」勉強会に講師として招待され、性交同意年齢を巡る議論で「たとえば50歳近くの自分が14歳の子と性交したら、たとえ同意があっても捕まることになる。それはおかしい」と発言した本多平直議員に対して「ジェンダー平等推進本部を立ち上げ、表向きに発信しているからにはそれなりの対処をするべき」と座長の寺田学議員に意見を述べた。

## 略歴

### 学歴
- 1981年3月 慶應義塾女子高等学校卒業
- 1985年3月 慶應義塾大学法学部法律学科卒業
- 1990年3月 慶應義塾大学大学院法学研究科博士後期課程退学
- 1990年 - 1993年 グルノーブル大学大学院（フランス）留学

### 職歴
- 1995年4月 盛岡大学文学部専任講師
- 1999年4月 亜細亜大学法学部専任講師
- 2000年4月 亜細亜大学法学部助教授
- 2003年4月 大阪大学大学院法学研究科助教授
- 2004年4月 大阪大学大学院高等司法研究科助教授
- 2006年10月 大阪大学大学院高等司法研究科 法務専攻 教授[3]
- 2019年4月 大阪大学大学院 法学研究科 法学・政治学専攻 教授